# Michele Palmieri
Michele Palmieri (Monopoli, 30 settembre 1757 – Monopoli, 24 novembre 1842) è stato un vescovo cattolico italiano.

## Biografia
Michele Palmieri nacque a Monopoli il 30 settembre 1757. Ricevette l'ordinazione presbiterale il 18 dicembre 1773. Il 29 gennaio 1798 fu nominato vescovo di Mottola da papa Pio VI. Ricevette la consacrazione episcopale il successivo 2 febbraio dal cardinale Giulio Maria della Somaglia, co-consacranti gli arcivescovi Francesco Saverio Passari e Ottavio Boni. Il 29 ottobre 1804 fu nominato vescovo di Troia, ove rimase fino al 3 maggio 1824, quando fu trasferito alla sede di Monopoli. Morì a Monopoli il 24 novembre 1842.

## Genealogia episcopale
La genealogia episcopale è:
- Cardinale Scipione Rebiba
- Cardinale Giulio Antonio Santori
- Cardinale Girolamo Bernerio, O.P.
- Arcivescovo Galeazzo Sanvitale
- Cardinale Ludovico Ludovisi
- Cardinale Luigi Caetani
- Cardinale Ulderico Carpegna
- Cardinale Paluzzo Paluzzi Altieri degli Albertoni
- Papa Benedetto XIII
- Papa Benedetto XIV
- Papa Clemente XIII
- Cardinale Marcantonio Colonna
- Cardinale Giacinto Sigismondo Gerdil, B.
- Cardinale Giulio Maria della Somaglia
- Vescovo Michele Palmieri